# 比立勤國立大學
比立勤國立大學或譯布拉坎國立大學（英文：Bulacan State University，簡稱 BulSU 或 BSU）是菲律賓的一所大學，於1904年創立，其主學院位於比立勤省馬洛洛斯，於菲律賓國內則有4座衛星學院，海外則有一座，位於香港。
比立勤國立大學是菲律賓最早期成立的教育機構之一，1904年成立時只是一所中學，直至1993年才由中學升格為大學。該校在《QS世界大學排名》及《泰晤士高等教育世界大學排名》均榜上無名。即使在菲律賓國內，比立勤國立大學只排第90位。
比立勤國立大學的學位認受性備受質疑，該校曾與香港的國力書院合作，提供遙距博士課程。國力書院於2015年起被揭發涉假學歷事件。
比立勤國立大學校內亦有設由中國國家漢辦主辦的孔子學院，並和中國西北大學有學生以及學術交流之聯繫。

## 曾參加此學院課程的著名人士

### 學術界
- 李以力：國力書院（現名「培領書院」）創辦人。他擁有7個博士學位。在2003年至2006年，李以力同時攻讀菲律賓國立雷省科技大學的教育管理博士及比立勤國立大學的工商管理博士課程，兩個課程的學業成績單均由李以力以「教務長」及「課程總監」名義自己簽發給自己。[4]
- 司徒永富：香港樹仁大學工商管理學系行政系主任及副教授，鴻福堂總經理兼執行董事，2007年取得工商管理博士。[5][6]
- 王志康：香港樹仁大學工商管理學系兼職講師，國力書院前校長。[6]
- 林志輝：香港樹仁大學工商管理學系助理教授。[7]
- 鍾李敏儀：香港樹仁大學工商管理學系助理教授。[6]
- 梅志榮：香港樹仁大學工商管理學系合約講師。[6]
- 潘志昌：香港樹仁大學經濟及金融學系副教授。[6]
- 黃福建：香港樹仁大學經濟及金融學系助理教授。[7]
- 楊偉文：香港樹仁大學經濟及金融學系助理教授。[7]
- 朱蘊齡：香港樹仁大學經濟及金融學系助理教授。[6]
- 韓大遠：香港樹仁大學經濟及金融學系兼職講師。[6]
- Wong Shun-kin：香港樹仁大學工商管理學系臨時講師，工商管理學碩士。[7]
- 潘達康：香港專上學院工商管理學部高級講師[8][9]
- 葉杜明：中大專業進修學院商業及管理課程高級講師，2006年獲比立勤博士學位。[8]
- 馮敦孝：香港城市大學應用經濟學碩士課程客座教授。[10]
- 陳保家：城大專業進修學院商業及管理部講師。[10]
- 蕭錦添：城大專業進修學院一級資訊科技主任。[10]
- 李逸文：明愛白英奇專業學校課程主任（烹飪藝術），款待管理學系，工商管理博士。[11]
- 陳文王：澳門城市大學教職員，工商管理博士。[11]

### 演藝界
- 王璐瑤：香港模特兒，工商管理學士，2015年畢業。[12]
- 邵子風：香港經理人，2010年畢業於比立勤國立大學工商管理碩士課程。[13]
- 蔡思貝：2013年香港小姐亞軍得主，無綫電視藝員，2013年10月入讀工商管理學士課程，並於同年11月完成。[14]
- 李蘊：香港歌手，2008年曾入讀工商管理學士課程，但不足2年便退學。[15]

### 工商界
- 洪為民：互聯網專業協會會長，工商管理博士。[16]
- 楊小玲：專治理暗瘡的綠葉療膚中心創辦人楊小玲（Jackeline Yang），工商管理碩士。[6][17]

### 醫學界
- 譚務成：葵涌醫院前院長、仁安醫院資深顧問醫生。透過國力書院報讀，只花了約年半便完成工商管理博士學位。[18]

### 體育界
- 黃耀富：香港甲組足球聯賽足球運動員，公民足球隊後衞。體育發展及管理學士。[19]
- 謝德謙：香港足球代表隊隊員，公民足球隊門將。體育發展及管理學士。[19]